# Brignoliella martensi
Brignoliella martensi là một loài nhện trong họ Tetrablemmidae.
Loài này thuộc chi Brignoliella. Brignoliella martensi được Brignoli miêu tả năm 1972.